# San Lorenzo (Osilo)
San Lorenzo è una frazione italiana di 96 abitanti del comune di Osilo nota come "La Valle dei Mulini" a causa della presenza, la maggior parte resti, di 36 mulini ad acqua e protagonista della canzone "Badde Lontana" del gruppo musicale Bertas.

## Storia

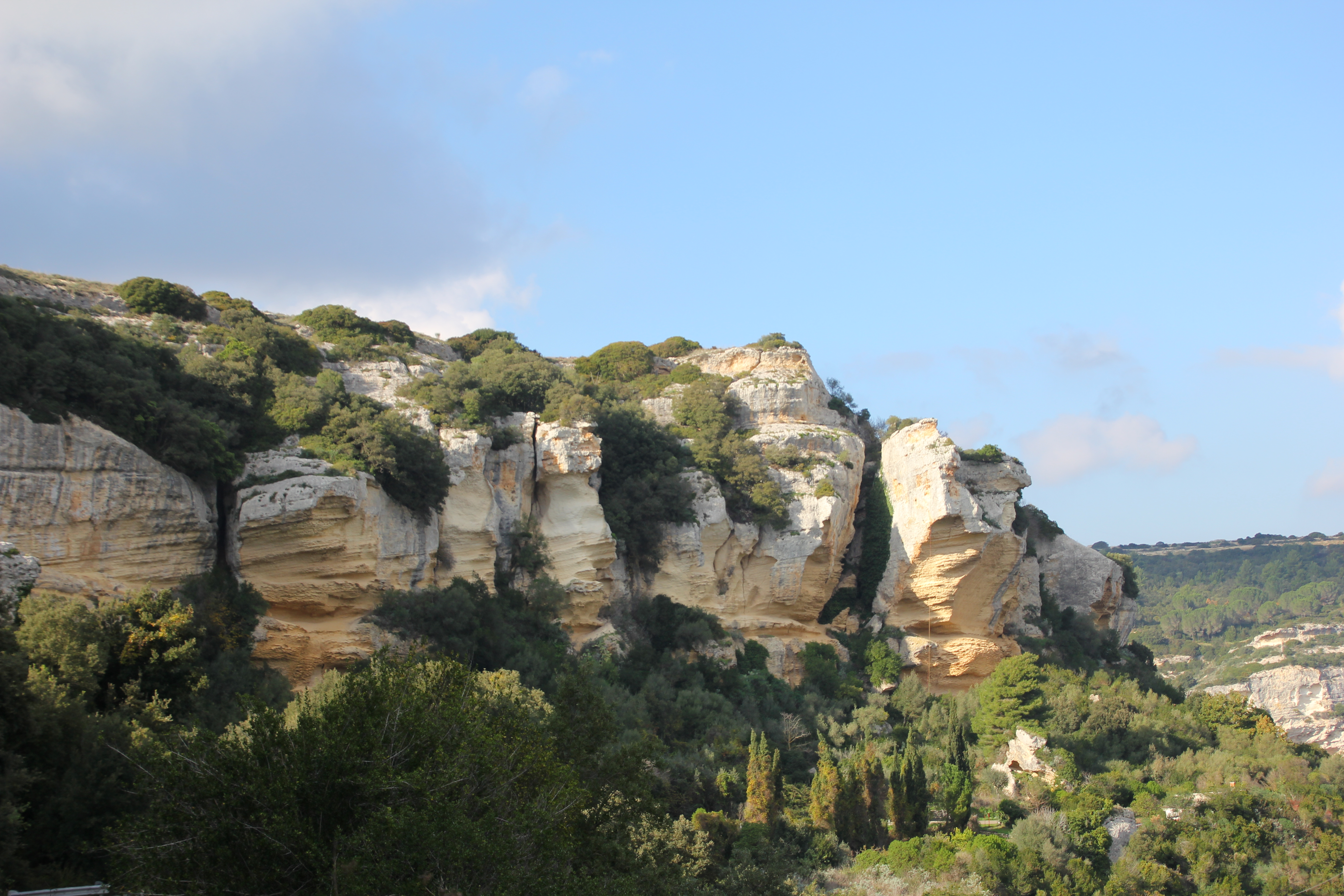
La natura della Sardegna nei dintorni di San Lorenzo)

Nelle vicinanze del sito dove si trova San Lorenzo vi erano insediamenti già in età nuragica e a breve distanza dalla frazione è stata rinvenuta un'antica macina.
In tempi storici più recenti nella valle dove sorge l'abitato c'erano numerosi mulini ad acqua per la produzione di farina. A metà del XIX secolo ne erano in funzione 25. 
Non lontano inoltre esiste una cava mineraria.

## Monumenti e luoghi d'interesse

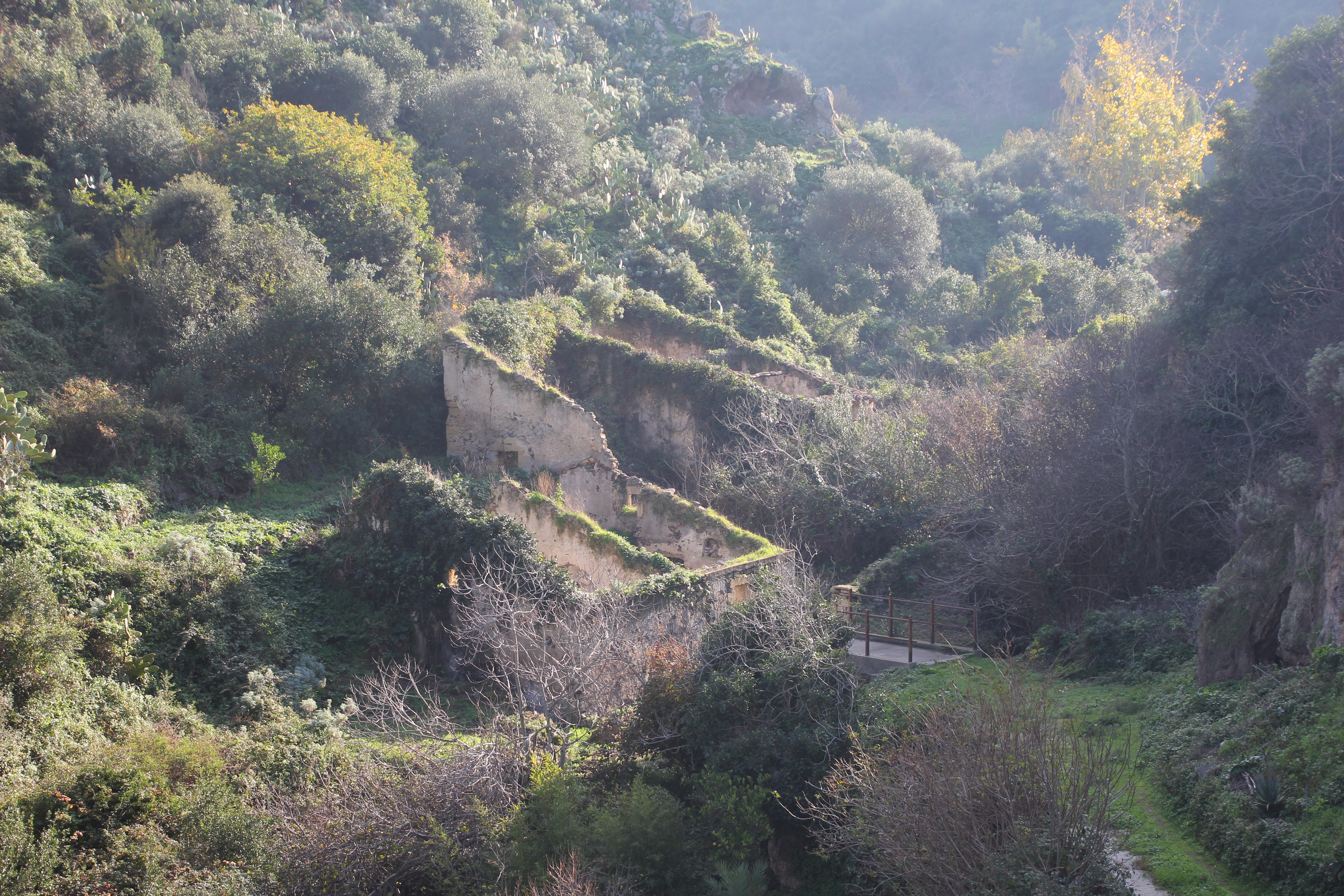
San Lorenzo, la valle dei mulini.

La frazione di San Lorenzo è nota per trovarsi in una valle racchiusa da rocce calcaree che permettono ai corsi d'acqua, scorrendo, di formare salti e cascate. Questo ha indotto la popolazione a costruire molti mulini per sfruttare la risorsa idrica e in tempi recenti, quando si è smesso di utilizzarli, alcuni sono stati resi in parte visitabili, costituendo un'attrazione turistica (la valle è conosciuta come valle dei mulini).
In particolare tra quelli visitabili vi è il mulino comunale, acquistato e interamente ristrutturato dal Comune di Osilo. Si trova non lontano dalla Chiesa di San Lorenzo e presenta ingranaggi totalmente ristrutturati. Per poter visitare il mulino bisogna contattare l'Associazione Culturale Badde Lontana che lo gestisce. 
Un altro mulino visitabile, seppur privato, è il Mulino Pisano (San Lorenzo Osilo) (di proprietà della famiglia Pisano) situato a valle, percorrendo la SP72. Il Molino Pisano è sicuramente uno dei più esemplari opifici dell’attività molitoria del passato. Il piccolo edificio, costruito con pietra di natura carbonatica locale, intonacato, e tetto spiovente a falda unica, presenta nel prospetto laterale una ruota verticale in ferro con getto proveniente dall’alto tramite una canaletta.
Internamente, sopra un’alta pedana in muratura, raggiungibile tramite una scala in legno, è presente l’impianto completo di macinazione, compreso il palanco per il sollevamento e la manutenzione periodica delle macine; sotto la pedana, invece, è visibile il sistema di trasmissione indiretto in ferro collegato con la ruota esterna. In particolare, un meccanismo a coclea trasportava direttamente il macinato ad un buratto adibito alla setacciatura e separazione dello stesso.
Nel centro abitato si trova la Chiesa di San Lorenzo, un pregevole edificio risalente al XVI secolo.